# Direction nationale du contrôle de gestion
La direction nationale du contrôle de gestión o DNCG (dirección nacional de control de la gestión) es una de las direcciones de la LFP francesa encargada de supervisar las cuentas de los clubes profesionales de fútbol en Francia.

## Control y sanciones
Tras el examen de la situación de un club, especialmente su situación jurídica u financiera, la DMCG puede tomar una o varias decisiones, referentes a los efectivos y la participación del club en las distintas competiciones. Las sanciones correspondientes al efectivo pueden ser:
- Una prohibición parcial o total de contratar nuevos jugadores.
- Una contratación controlada con limitaciones preventivas de presupuesto o de masa salarial. Los contratos de los jugadores deben ser aprobados por la DNCG.
- Una limitación del número de jugadores del club que pueden pasarse al primer equipo.

Por su parte, las sanciones correspondientes a la participación del club en distitnas competiciones pueden ser: 
- Un descenso a una categoría inferior.
- Una prohibición de acceso a una división superior.
- Una exclusión de las competiciones.

## Funcionamiento
La DNCG está compuesta de tres órganos, cada uno de ellos con su propia competencia para asegurar el control jurídico y financiero de una categoría de clubes afiliados a la FFF.
- La Commission de contrôle des clubs professionnels, parte de la FFF, asegura el control de los clubes autorizados a utilizar jugadores profesionales, todos los de la Ligue 1 o 2, y algunos de la tercera división.
- La Commission fédérale de contrôle des clubs, parte de la FFF, tiene la competencia para supervisar todos los clubes de la tercera y cuarta división, no autorizados a utilizar jugadores profesionales.
- Las Commissions régionales de contrôle des clubs', parte de cada liga regional, tienen la competencia de controlar todos los clubes del Championnat de France amateur 2 de football (quinto escalón del fútbol francés).

## Apelación
Es posible apelar las decisiones de estos órganos de primer nivel, ante la comisión de apelación, parte de la FFF. 
- Datos: Q3029596